# Balfron Tower und Carradale House

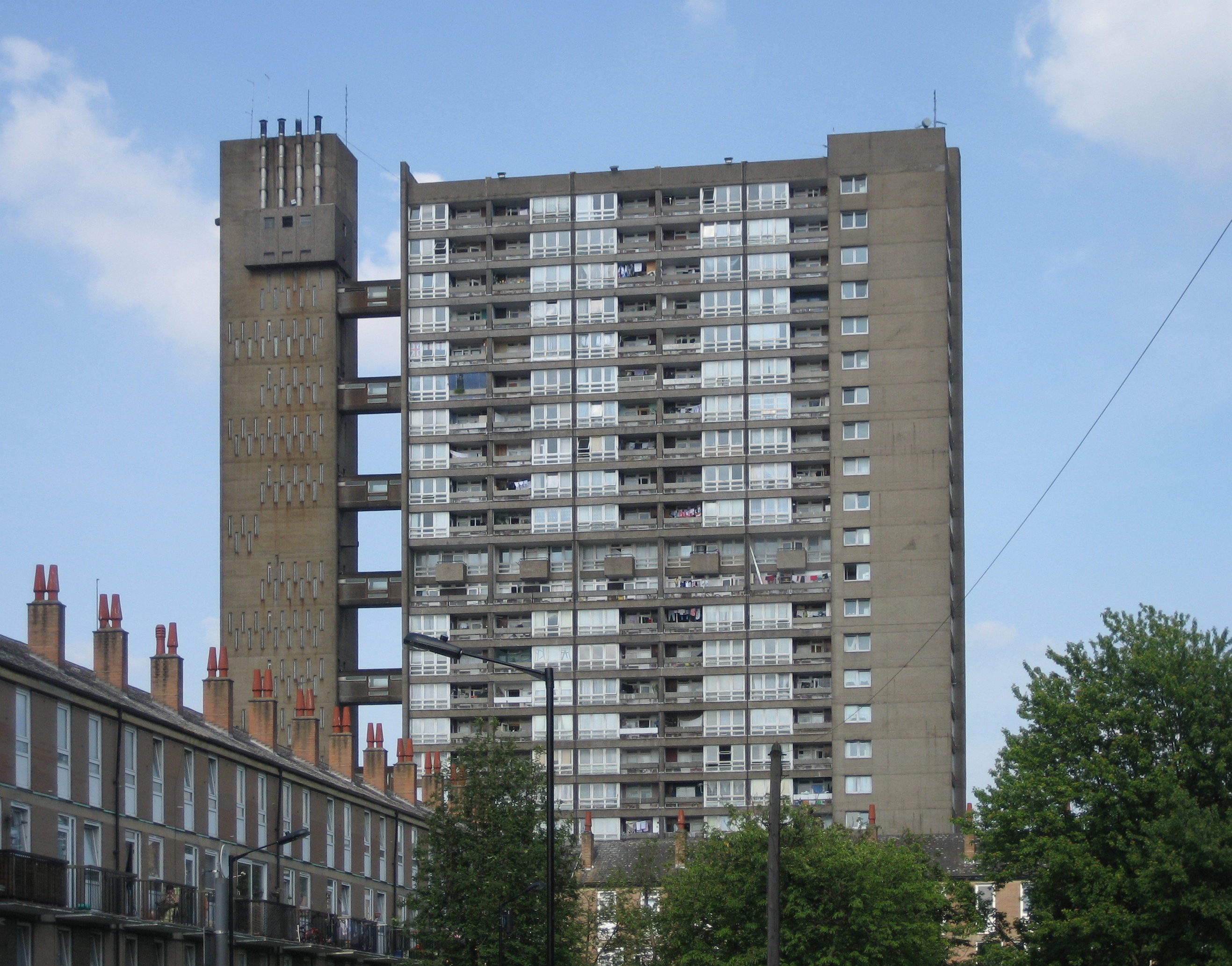
Balfron Tower

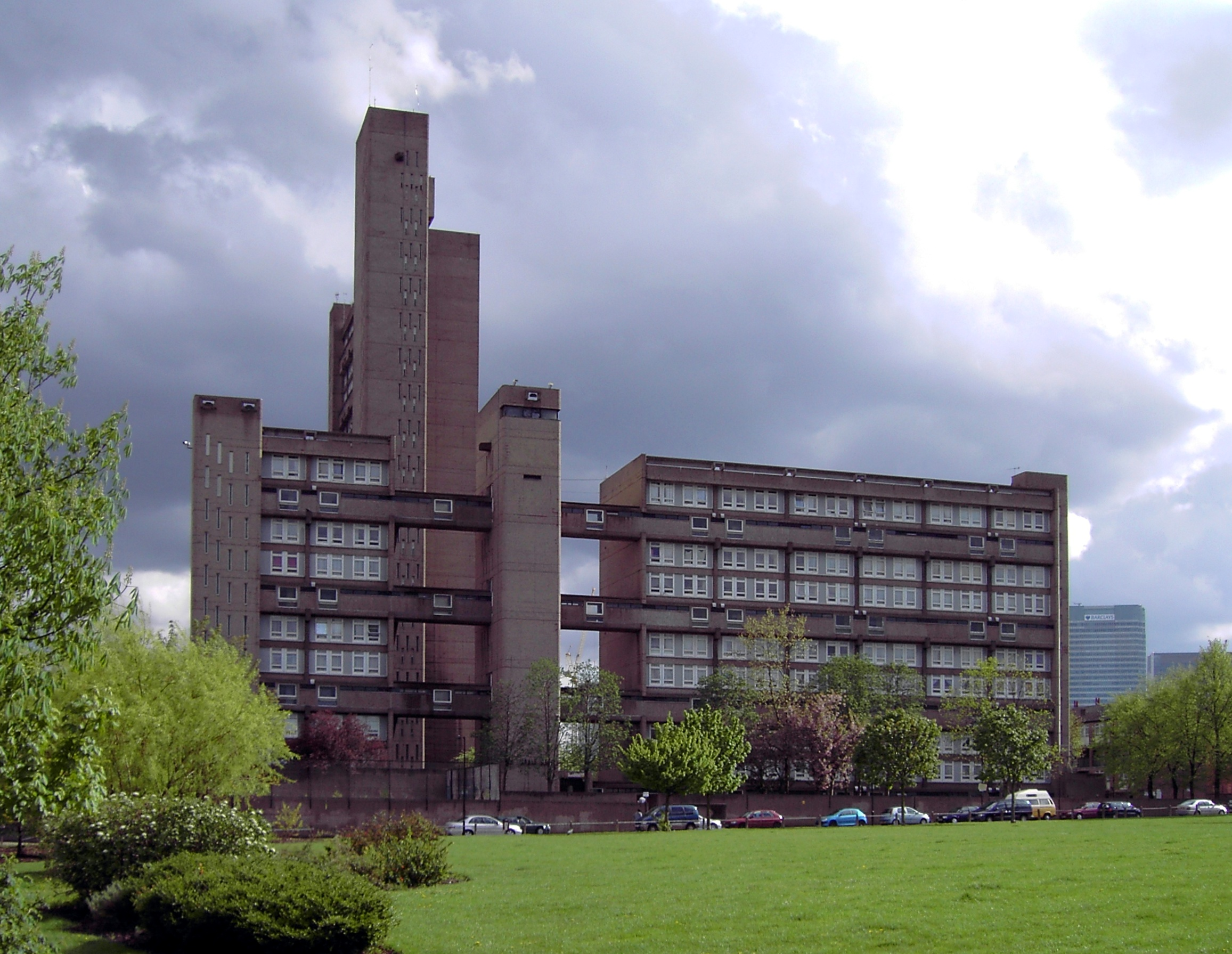
Carradale House, im Hintergrund der Balfron Tower

Der Balfron Tower und das Carradale House (ursprünglich Rowlett Street Phases I und II) sind eine Wohnanlage im London Borough of Tower Hamlets im Eastend von London. Die Anlage des sozialen Wohnungsbaus befindet sich im Distrikt Poplar unweit des Nordportals vom Blackwall-Tunnel an der A12. Die Bauwerke wurden vom Architekten Ernő Goldfinger 1963 im Auftrag für den London County Council entworfen und in den Jahren 1965 bis 1967 von der Baubehörde Greater London Council errichtet. Die Bauwerke sind Teil der Statutory List of Buildings of Special Architectural or Historic Interest vom Grad II.

## Beschreibung und Architektur
Der Balfron Tower ist 84 Meter hoch und beherbergt auf 26 Geschossen 146 Wohneinheiten, davon 136 reguläre Wohnungen und zehn Maisonettewohnungen. Die einzelnen Etagen sind über eine Aufzuganlage erreichbar, die sich in einem separaten Turmbauwerk nördlich im Anschluss an das Hochhaus befinden. Eine Besonderheit ist, dass nicht jede Etage einzeln über den Lift zu erreichen ist. Je drei Stockwerke werden durch den Aufzug bedient: das Stockwerk des Haltepunktes sowie ein Stockwerk darüber und eines darunter. Der Turm ist über acht Skyways mit dem Haupthaus verbunden und beherbergt neben den Aufzügen auch Waschküchen, den Müllschlucker und in der Spitze einen Heizungsraum. Balfron Tower ist seit März 1996 in der amtliche Denkmalliste mit dem Grad II aufgenommen. Auf dem Hochhaus befinden sich Richtfunk- und Fernsehantennen. Vom Hochhaus werden die Sender BBC One und BBC Two abgestrahlt.
Nördlich vom Balfron Tower schließt sich die etwas einfacher gehaltene Wohnanlage Carradale House an. Sie wurde in den Jahren 1967 bis 1970 fertiggestellt und ebenfalls von Ernő Goldfinger entworfen. Das 37 Meter hohe Wohnhaus besteht aus zwei Wohntrakten, die in der Mitte ebenfalls durch einen Serviceturm für den Aufzug zu jeder Seite durch drei Skyways miteinander verbunden sind. Carradale House gehört ebenfalls in die amtliche Denkmalliste mit dem Grad II; das Bauwerk wurde 2000 in die Liste aufgenommen. Das 11-geschossige Haus hat 88 Wohnungen. Unterhalb der Hochhäuser befinden sich Tiefgaragen.
Ursprünglich hießen die beiden Wohnhäuser Rowlett Street Phases I und II, bevor man sie nach den zwei schottischen Ortschaften Balfron und Carradale umbenannte. Dem Benennungsmuster folgen auch andere Bauten in der Umgebung.

## Hintergrund
Richtfest des Balfron Tower war am 7. Juni 1967. Der Architekt Goldfinger, der mit dem Stil des Brutalismus sehr verbunden war, zog 1968 selbst für zwei Monate in eine Wohnung in den 25. Stock. Er und seine Frau veranstalteten eine Champagnerparty für die Bewohner, um herauszufinden, was die Bewohner am Entwurf des Hauses mochten und was nicht. Die Erfahrungen aus diesem Projekt ließ er später im berühmteren Trellick Tower einfließen. Goldfingers Architekturbüro baute 1971 im selben Stil auf demselben Grundstück das 14-stöckige Glenkerry House.
Im Dezember 2007 wurde gemäß der Abstimmung der Bewohner das Eigentumsrecht auf die beiden Hochhäuser auf die Hausverwaltungsverein Poplar HARCA übertragen, die als Non-Profit-Organisation auftritt. Sie verpflichtete sich, die Bauwerke zu restaurieren und sie in den ursprünglichen Zustand zurückzuführen. Gleichzeitig soll das Haus mit modernen Anlagen ausgerüstet werden, um damit dem heutigen Lebensstandard gerecht zu werden. Bis zu diesen Arbeiten wurden einige Wohnungen vorübergehend von Künstlern besetzt, die dort einige Kunstwerke schufen.

## Balfron Tower in den Medien
Der Balfron Tower ist in den Anfangssequenzen des Musikvideos Morning Glory der Musikband Oasis zu sehen. Darüber hinaus wurde das Hochhaus oft in vielen britischen Sendungen gezeigt, wie beispielsweise in Serie Hustle – Unehrlich währt am längsten, The Fixer oder Whitechapel.
In dem Musikvideo "P Money" von dem britischen Rapper Wiley ist die Wohnanlage im Hintergrund zu sehen.
2015 nannte die Band Champs auf ihrem Album Vamala einen Titel The Balfron Tower.
Das Haus diente auch dem Endzeit-Horrorthriller 28 Days Later als Kulisse. Während des Films werden zwei Überlebende gezeigt, die sich im Balfron Tower verschanzen.
Des Weiteren wird das Haus im Film Blitz als Kulisse verwendet.